# Georg Streitberger
Georg Streitberger (Zell am See, 24 aprile 1981) è un ex sciatore alpino austriaco specializzato nelle prove veloci.

## Biografia

### Stagioni 1997-2008
Streitberger, originario di Maishofen e attivo in gare FIS dal dicembre del 1996, ha esordito in Coppa Europa il 12 gennaio 1998 ad Altenmarkt-Zauchensee in discesa libera, senza completare la gara. Il 26 febbraio 2000 è diventato campione del mondo juniores nello slalom gigante nella rassegna di Québec 2000; di conseguenza pochi giorni dopo, il 18 marzo, ha fatto il suo esordio in Coppa del Mondo nello slalom gigante di Bormio (24º).
In Coppa Europa ha ottenuto il primo podio il 25 gennaio 2002 a Sankt Moritz in discesa libera (2º), la prima vittoria il 23 gennaio 2004 ad Altenmarkt-Zauchensee in supergigante e la sua ultima vittoria, nonché ultimo podio, il 17 marzo 2007 a Santa Caterina Valfurva in discesa libera. Il 2 marzo 2008 ha ottenuto il suo primo podio di Coppa del Mondo vincendo il supergigante di Lillehammer Kvitfjell.

### Stagioni 2009-2017
Ha debuttato ai Giochi olimpici invernali a Vancouver 2010, dove si è classificato 17º nel supergigante e non ha concluso la supercombinata, e ai Campionati mondiali a Schladming 2013, dove si è piazzato 10º nella discesa libera. Ai XXII Giochi olimpici invernali di Soči 2014, sua ultima presenza olimpica, si è classificato 17º nella discesa libera e 21º nel supergigante; ha colto la sua ultima vittoria in Coppa del Mondo il 28 febbraio dello stesso anno a Lillehammer Kvitfjell in discesa libera.
L'anno dopo ai Mondiali di Vail/Beaver Creek 2015, suo congedo iridato, è stato 29º nella discesa libera e 8º nel supergigante; ha colto il suo ultimo podio in Coppa del Mondo il 18 marzo dello stesso anno a Méribel in discesa libera (3º). Si è ritirato durante la stagione 2016-2017 e la sua ultima gara in carriera è stata il supergigante di Coppa del Mondo disputato a Val-d'Isère il 2 dicembre, chiuso da Streitberger al 43º posto, anche se in seguito ha ancora disputato, nel gennaio seguente, le prove delle discese libere di Coppa del Mondo di Wengen e Kitzbühel.

## Palmarès

### Mondiali juniores
- 1 medaglia:
  - 1 oro (slalom gigante a Québec 2000)

### Coppa del Mondo
- Miglior piazzamento in classifica generale: 19º nel 2013
- 10 podi:
  - 3 vittorie
  - 3 secondi posti
  - 4 terzi posti

#### Coppa del Mondo - vittorie
| Data             | Località              | Paese       | Specialità |
| ---------------- | --------------------- | ----------- | ---------- |
| 2 marzo 2008     | Lillehammer Kvitfjell | Norvegia    | SG         |
| 4 dicembre 2010  | Beaver Creek          | Stati Uniti | SG         |
| 28 febbraio 2014 | Lillehammer Kvitfjell | Norvegia    | DH         |

Legenda:

DH = discesa libera

SG = supergigante

### Coppa Europa
- Miglior piazzamento in classifica generale: 3º nel 2006
- Vincitore della classifica di supergigante nel 2004 e nel 2006
- 21 podi:
  - 5 vittorie
  - 8 secondi posti
  - 8 terzi posti

#### Coppa Europa - vittorie
| Data            | Località                | Paese   | Specialità |
| --------------- | ----------------------- | ------- | ---------- |
| 23 gennaio 2004 | Altenmarkt-Zauchensee   | Austria | SG         |
| 18 gennaio 2006 | Sella Nevea             | Italia  | DH         |
| 24 gennaio 2006 | Châtel                  | Francia | SG         |
| 25 gennaio 2006 | Châtel                  | Francia | SG         |
| 17 marzo 2007   | Santa Caterina Valfurva | Italia  | DH         |

Legenda:

DH = discesa libera

SG = supergigante

### Campionati austriaci
- 1 medaglia[1]:
  - 1 argento (discesa libera nel 2006)